# Klang (album)
Pour les articles homonymes, voir Klang.
Albums de The Rakes
Ten New Messages
Klang est le troisième album du groupe anglais The Rakes sorti le 23 mars 2009.

## Titres
1. You're in It
2. That's the Reason
3. The Loneliness of the Outdoor Smoker
4. Bitchin' in the Kitchin'
5. Woes of the Working Woman
6. 1989
7. Shackleton
8. The Light from Your Mac
9. Muller's Ratchet
10. The Final Hill
11. Demons (iTunes Bonus Track)